# Walter Hasenclever
Walter Georg Alfred Hasenclever (8. července 1890 Cáchy – 21. června 1940 Aix-en-Provence) byl německý spisovatel a pacifista.
Narodil se v asimilované židovské rodině, jeho dědeček měl funkci okresního hejtmana a otec byl uznávaným lékařem. Studoval práva na Oxfordské univerzitě a na univerzitě v Lipsku. Byl jedním z hlavních představitelů literárního expresionismu. V roce 1910 vydal první básnickou sbírku, generačním manifestem se stalo jeho drama Syn z roku 1914. Jako dobrovolník narukoval do první světové války, zkušenosti z fronty ho však připravily o válečné nadšení a raději se nechal demobilizovat pro údajnou duševní chorobu. V roce 1917 vydal protiválečnou hru Antigona, oceněnou Kleistovou cenou. Jeho vidění světa výrazně ovlivnila Swedenborgova mystika i buddhismus.
Po válce pracoval jako novinář, k jeho přátelům patřili Kurt Tucholsky, Franz Werfel, Kurt Pinthus a Jean Giraudoux. Pobýval v Paříži a pod vlivem francouzské komediální školy napsal úspěšné hry Lepší pán a Napoleon zasahuje, v nichž satirizoval dravý kapitalismus a autoritářské tendence tehdejší společnosti. Působil také jako scenárista pro studio Metro-Goldwyn-Mayer, adaptoval pro Gretu Garbo hru Eugena O'Neilla Anna Christie. V dramatu Münchhausen se inspiroval příběhy barona Prášila.
Po nástupu nacistů k moci Hasenclever odešel do exilu, s manželkou se usadil v Nice. Zkušenost uprchlíka zpracoval v románu Bezprávní. Po vypuknutí druhé světové války byl internován v táboře Camp des Milles. Zde se v červnu 1940 otrávil barbitalem, aby nepadl do rukou postupujícím německým jednotkám.
Na jeho památku je od roku 1996 v Cáchách udělována literární cena Waltera Hasenclevera.  